# Stephan H. Lindner
Stephan H. Lindner (* 31. Dezember 1961) ist ein deutscher Historiker und Professor. Er ist seit Juni 2010 Inhaber der Professur für Wirtschafts-, Sozial- und Technikgeschichte an der Fakultät für Staats- und Sozialwissenschaften der Universität der Bundeswehr München in Neubiberg.

## Leben
Er studierte Geschichte, Politikwissenschaft und Anglistik an der Albert-Ludwigs-Universität Freiburg und als Fulbright-Stipendiat an der Georgetown University, wo er 1986 den Abschluss Master of Arts in History erwarb. Seit 1982 ist er Mitglied der katholischen Studentenverbindung KDStV Hercynia Freiburg im Breisgau im CV. Das Promotionsstudium an der Ludwig-Maximilians-Universität München schloss er als Dr. phil. 1991 mit Dissertation über das Reichskommissariat für die Behandlung feindlichen Vermögens im Zweiten Weltkrieg ab. Als Gastwissenschaftler forschte er von September 1991 bis August 1992 am Centre National de la Recherche Scientifique am Centre de recherche en histoire des sciences et des techniques, Cité des sciences et de l’industrie. Von August 1993 bis Februar 2006 war er wissenschaftlicher Mitarbeiter und Privatdozent (2001) am Zentralinstitut für Geschichte der Technik der Technischen Universität München. Als Visiting Scholar am Dibner Institute for the History of Science and Technology forschte er März/April 1994 am Massachusetts Institute of Technology. Die Professur für Wirtschafts- und Sozialgeschichte an der Technischen Universität Dresden vertrat er von April 2001 bis März 2002. Von September 2009 bis Juli 2010 forschte er als Visiting Scholar am Roberta Buffett Center for International and Comparative Studies, Northwestern University. Nach der Habilitation an der Technischen Universität Dresden 2000 erhielt er die Lehrbefähigung für Geschichte der Technik und Wirtschaftsgeschichte mit der Habilitationsschrift über die westdeutsche und die französische Textilindustrie 1930/45-1990. 2001 habilitierte er sich 2001 an die Technische Universität München um. Nach der Vertretung der Professur für Interdependenz von technischem und sozialem Wandel (vormals Wissenschaftsgeschichte) an der Universität der Bundeswehr München (Oktober 2003 bis Februar 2006) übernahm er diese im Februar 2006. Das Münchner Zentrums für Wissenschafts- und Technikgeschichte leitete er von März 2008 bis Dezember 2013 als geschäftsführender Vorstand.
Sein Schwerpunkt der Forschung liegt in der Wirtschafts-, Unternehmens- und Technikgeschichte des 20. Jahrhunderts mit den Schwerpunktthemen Geschichte des „Dritten Reichs“, vor allem die Darstellung des reziproken Verhältnisses zwischen dem NS-Regime und der Wirtschaft bzw. den Unternehmen, Industriegeschichte im 20. Jahrhundert, insbesondere die Geschichte der Textilindustrie und der chemischen und pharmazeutischen Industrie und Geschichte der Entwicklung von Industrieregionen.

## Schriften
- Das Reichskommissariat für die Behandlung feindlichen Vermögens im Zweiten Weltkrieg. Eine Studie zur Verwaltungs-, Rechts- und Wirtschaftsgeschichte des nationalsozialistischen Deutschlands (= Zeitschrift für Unternehmensgeschichte. Beiheft 67). Steiner, Stuttgart 1991, ISBN 3-515-05971-7 (zugleich Dissertation, München 1991).
- als Herausgeber mit Dominique Pestre: Innover dans la régression. Régions et industries menacées de déclin. Paris 1996, OCLC 38008390.
- Den Faden verloren. Die westdeutsche und die französische Textilindustrie auf dem Rückzug (1930/45-1990) (= Schriftenreihe zur Zeitschrift für Unternehmensgeschichte. Band 7). Beck, München 2001, ISBN 3-406-47488-8 (zugleich Habilitationsschrift, Dresden 2000).
- Hoechst. Ein I.G. Farben Werk im Dritten Reich. Beck, München 2005, ISBN 3-406-52959-3.
  - Hoechst. Ein I.G. Farben Werk im Dritten Reich. 2. Auflage, Beck, München 2005, ISBN 3-406-52959-3.
  - Inside IG Farben: Hoechst During the Third Reich. Cambridge Univ. Press, Cambridge u. a. 2008, ISBN 978-0-521-88766-3.
  - Au cœur de l’IG Farben: L’usine chimique de Hoechst sous le Troisième Reich. Les Belles Lettres, Paris 2010, ISBN 2251443819.